# Khan Assad Pacha

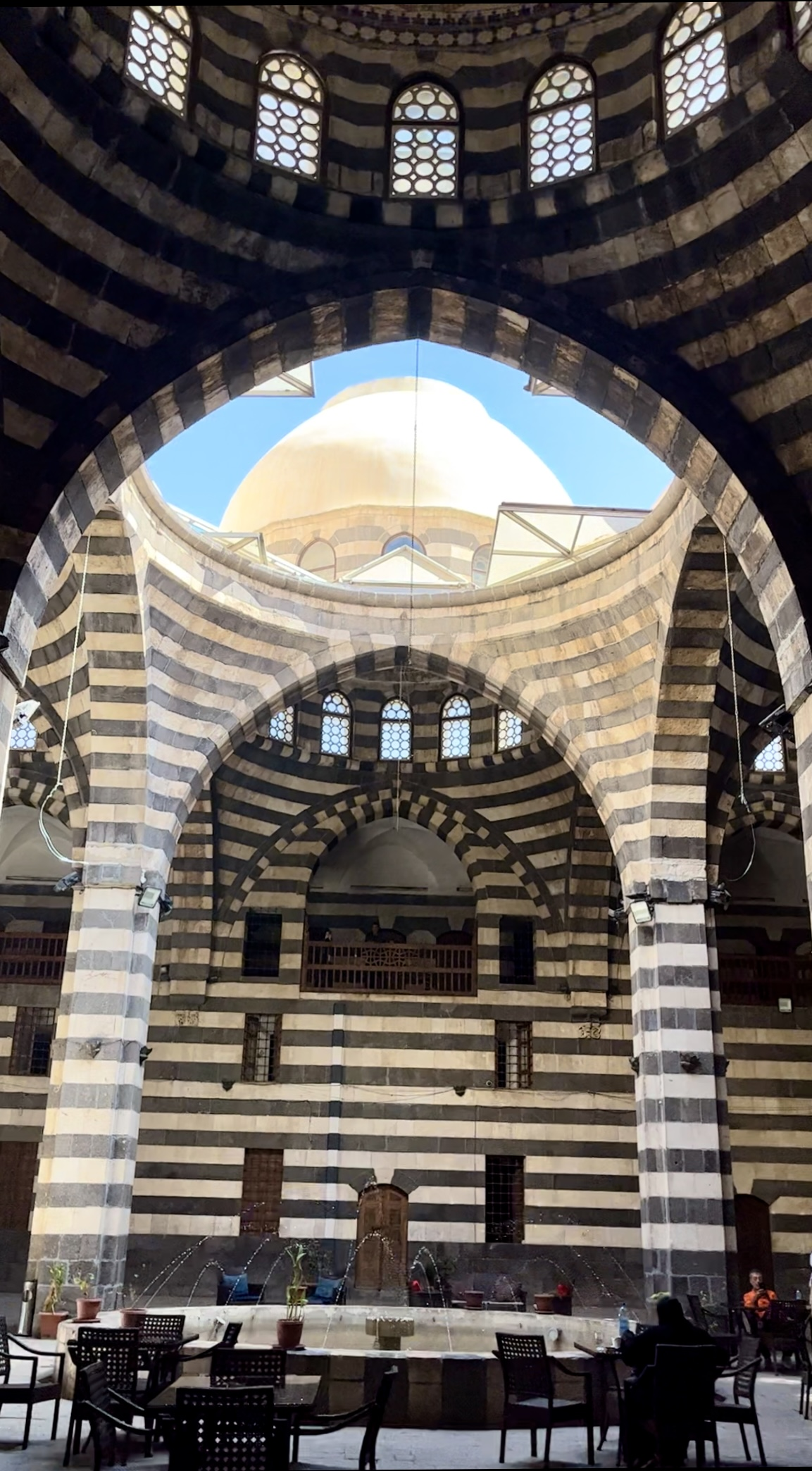
L'intérieur du khan.

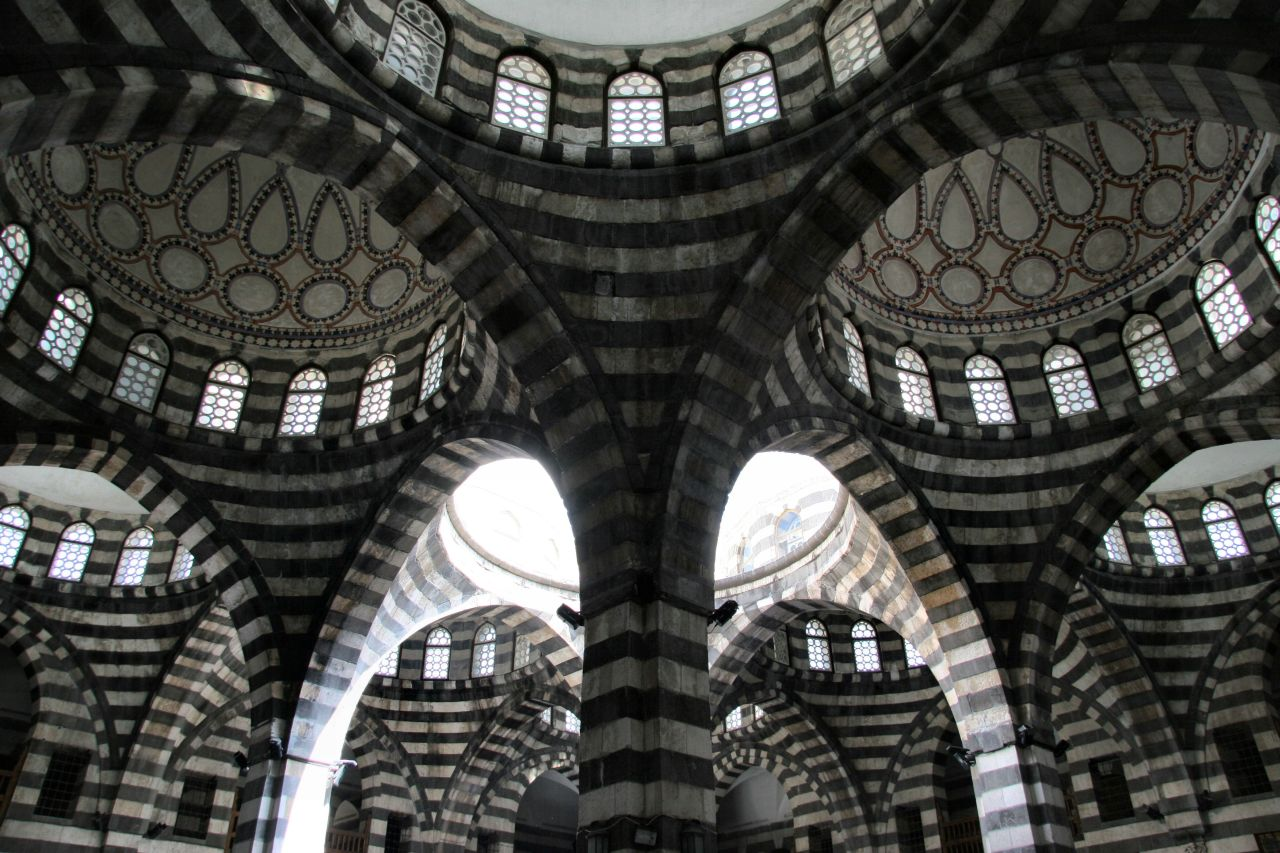
Détail des voûtes.

Le khan Assad Pacha est le caravansérail le plus grand de Damas, en Syrie. Il a été construit au XVIIIe siècle sur ordre du gouverneur ottoman Assad Pacha al-Azim, de la puissante famille Al-Azem, à proximité de la mosquée des Omeyyades et tout près du souk al-Bzouriyye. Assad al-Azim s'est fait construire à côté le palais Azim Pacha.

## Architecture
Le caravansérail s'étend sur une surface de 2 500 mètres carrés. Ses voûtes, piliers et coupoles sont faits de bandes de pierres blanches et noires. Il comprend neuf parties carrées identiques, dont huit sont recouverts d'une coupole, soutenue par quatre piliers massifs. Au milieu se trouve un bassin octogonal avec une fontaine.
Le rez-de-chaussée servait d'entrepôt et d'écurie, tandis que l'étage abritait les chambres des voyageurs.
Depuis sa restauration en 1990, il abrite désormais le musée d'histoire naturelle de Damas.